# أجوي (أسطورة)
أجوي (بالإنجليزية: Agwe)‏ في الأساطير الأفريقية هو إله البحر في الديانة الودونية السابقة. تزوج من إيرزولی Erzulie، يرمز له بقارب كبير، والألوان المقدسة عنده هي الأزرق والأبيض. كثيرا ما يتحول في الأساطير المسيحية إلى القديس أولخ Ulich، وهو أسقف في القرن العاشر الميلادي يرمز له بسمكة.